# جانفرانکو مانفردی
جانفرانکو مانفردی (به ایتالیایی: Gianfranco Manfredi؛ ۲۶ نوامبر ۱۹۴۸ – ۲۴ ژانویهٔ ۲۰۲۵) خواننده، نویسنده، فیلم‌نامه‌نویس، بازیگر و آهنگساز اهل ایتالیا بود.
او دانش‌آموختهٔ رشتهٔ «تاریخ فلسفه» در دانشگاه میلان بود و تز دانشگاهی‌اش دربارهٔ ژان-ژاک روسو بود.
وی برای خوانندگانی همچون میا مارتینی و مینا ترانه نوشته‌است.
از جمله فیلم‌هایی که وی در آن‌ها نقش داشته است، می‌توان به شیرین‌بیان و بهیار اشاره کرد.